# 高鰭異錦魚
高鰭異錦魚，為輻鰭魚綱鱸形目隆頭魚亞目隆頭魚科的其中一種，分布於西太平洋的菲律賓、新幾內亞、澳洲海域，體長可達10公分，棲息在沙石底質海域，生活習性不明。